# Defesa Civil do Estado de Minas Gerais
A Defesa Civil do Estado de Minas Gerais é um órgão do governo mineiro que tem como objetivo prestar auxílio aos municípios, nas ações de resposta aos desastres, requisitando apoio dos demais órgãos do Estado, além de coordenar ações de prevenção, mitigação, preparação, resposta e recuperação, em consonância com o Sistema Nacional de Proteção e Defesa Civil (Sinpdec). O Gabinete Militar do Governador (GMG) é responsável pela Coordenadoria Estadual de Defesa Civil (Cedec).

## Histórico
Em 1977, durante o governo de Aureliano Chaves, a coordenadoria da defesa civil do estado de Minas Gerais passou a integrar o Gabinete Militar  do Governador, com um Coordenador de Defesa Civil (que também é Chefe do GMG), um Secretário Executivo e uma Junta Deliberativa. O Cedec também é responsável por gerir o Fundo Especial para Calamidade Pública (FUNECAP), destinado a atender às despesas decorrentes de atividades de defesa civil.
O órgão integra o Sistema Nacional de Proteção e Defesa Civil ordenado pela lei federal Nº 12.608, de 10 de abril de 2012, que institui a Política Nacional de Proteção e Defesa Civil (PNPDEC).
O estado é ainda divido em Agentes Regionais, as Redec, que são estruturas desconcentradas, com competência de executar e supervisionar as políticas públicas e as ações de proteção e defesa civil em âmbito regional, a partir das diretrizes técnicas emanadas pelo GMG, baseadas nas premissas da proximidade e acessibilidade ao cidadão. Têm sede nas Regiões de Polícia Militar, subordinando-se tecnicamente ao Coordenador Estadual de Defesa Civil e operacionalmente ao respectivo Comandante Regional da Polícia Militar. Tem como atribuições fomentar, coordenar, orientar e monitorar a elaboração do mapeamento de riscos e de planos de contingência de desastres para a sua região, comunicar à Coordenadoria Estadual de Defesa Civil e aos órgãos competentes as ocorrências de desastres ocorridos no território sob sua responsabilidade, e apoiar tecnicamente a criação de instâncias locais de proteção e defesa civil.
As Redec tem sede nos municípios de Juiz de Fora, Lavras, Divinópolis, Governador Valadares, Montes Claros, Manhuaçu, Barbacena, Teófilo Otoni, Pouso Alegre e Poços de Caldas.

## Defesa Civil Municipal
Como é no município que os desastres acontecem, é importante que a comunidade e os governos municipais estejam conscientes da necessidade de um órgão governamental e de associações comunitárias que visem à segurança da coletividade.
Neste contexto, é de suma importância a criação de um órgão responsável pela proteção global da população, a Coordenadoria Municipal de Proteção e Defesa Civil (COMPDEC), ou órgão similar, sendo de competência do Poder Executivo Municipal incentivar a sua criação e implantação.
As ações mais importantes a serem desenvolvidas pela COMPDEC são as preventivas as quais visam evitar que o desastre ocorra. Portanto, são realizadas antes do desastre, no período de normalidade. É também, na normalidade, que a comunidade deve se preparar para enfrentar a ocorrência do desastre, pois se as pessoas estiverem preparadas, sofrerão muito menos danos e prejuízos.
Em 2021, 752 municípios mineiros contavam com uma COMPDEC, o que representa 88% do total de cidades do estado.

## Atuações
Em 2019, após o rompimento de barragem em Brumadinho, a defesa civil coordenou buscas por sobreviventes, mitigação de riscos e evacuação de pessoas afetadas pelo desastre. A Vale, empresa responsável pela barragem, fechou acordo para investir R$ 96 milhões na Defesa Civil como compensação da tragédia.

## Ligações Externas
- defesacivil.mg.gov.br - Site Oficial